# Леринско
Леринско е географско-исторически район, който географски, стопански и културно и в значителна степен административно гравитира към град Лерин, днес в Гърция.

## В Османската империя
Леринската каза е административна област в Османската империя, същестувала до попадането на района в границите на Кралство Гърция. Днес територията и е поделена между дем Лерин, дем Суровичево и община Новаци, Северна Македония.
Леринска каза обхваща град Лерин с прилежащите към него 53 села, както и нихаите Невеска с 9 села и Рудник с 5 села. Гръцка статистика отбелязва конфесионалното разделение в казата както следва. През 1886 година 23 730 християни (78,4 %) са верни на Цариградската патриаршия, докато другите 6538 (21,6 %) са верни на Българската екзархия. Към 1900 година патриаршистите намаляват до 17 455 (50,9%), докато екзархистите се увеличават на 16 855 (49,1%). Според Васил Кънчов към 1900 година българите съставляват 63% от населението на казата, турците – 20%, арнаутите (албанците) – 7%, власите – 6% и циганите – 5%.

## В Гърция
След Балканските войни голямата част от Леринска каза попада в границите на Гърция, а селата Бач, Добровени, Живойно и Сович преминават в Кралство Сърбия. Гръцка статистика от 1914 година, обхващаща 49 населени места в Леринско с общо население 47 855 души, отразява следните резултати: българи са 20 189 (42,1%) души, турци – 13 860 (29%), гърци – 13 111 (27,4%) и „румънеещи се“ – 695 (1,5%). От обявените за гърци 5111 души (39%) говорят само български, 3250 (24,8%) български и гръцки, а останалите 4750 (46,2%) говорят два от езиците гръцки, куцовлашки и албански. Гръгоговорещото население е съсредоточено изключително в градовете Лерин и Суровичево. От всички християни в областта 59,4% са определени като българи и 70% са определени като говорещи само български език.
Етническата картина, в която гърците остават пълно малцинство в Леринско се потвърждава и през 20-те години на XX век. В секретен доклад на областния управител на Лерин от 1922 година се казва, че мнозинството от населението е чуждоезично и не се числи към гръцката нация. В друг доклад от 1925 година се посочва, че „схизматиците“ (28 673 или 52,1%) запазват българското си самосъзнание и очакват освобождението от „гръцко робство“, а част от „патриаршистите“ (12 628 или 23%) нямат твърдо гръцко самосъзнание. В доклад от 1925 година на гръцкия генерал Салванос, командир на Десета дивизия в Западна Македония, става ясно, че между 1/2 и 3/4 от населението на всяко село в Леринско се самоидентифицира като „македонци“, „фанатиците българи“ са между 1/4 и 1/2 и са представени във всяко село, а понякога съставляват цели села, докато „фанатиците гърци“ са малцинство и най-често представляват между 1 – 5 семейства в село..
В следващите години поради значителната емиграция, включително размяната на население по спогодбата Калфов – Политис, заселването на бежанци от Мала Азия и заради дейността на паравоенната организация Гръцки македонски юмрук етническата картина постепенно се изменя. Според преброяването на населението от 1928 година в Леринско има 38 562 „славофони“. През 1935 година в доклад на областния управител Атанасиос Сулиотис се посочва, че от 11 683 семейства в 93-те села в Леринско 56,3% са със „славянско национално самосъзнание“, 2,4% с румънско и албанско, докато 41,3% са „чуждоговорещи с гръцко национално самосъзнание“.
Следва периода на управление на Йоанис Метаксас (1936 – 1941 година), когато българският език е забранен официално. Периодът между 1941 – 1949 година е белязан от военни действия като Итало-гръцката война, окупацията на Гърция по време на Втората световна война и Гръцката гражданска война, когато цели села са унищожени, а етническият образ на областта коренно се променя. Въпреки това, масовото присъствие на българския език продължава да притеснява гръцките власти. През 1959 година предприемат кампания, в която цели села са принудени на тържествени клетви никога повече да не говорят български..
Според изследване на Анастасия Каракасиду от 1993 година, обхващащо 90 села в Леринско, 45 села са изцяло „славяногласни“, 21 села са смесени между „славофони“ и други групи, останалите са 15 бежански, 5 влашки, 3 албански, а едно село е неизследвано.